# Winfried von Wedel-Parlow
Winfried Wedigo Max von Wedel-Parlow (* 19. Mai 1918 in Berlin; † 4. Dezember 1977 in Wiefelstede) war ein deutscher Kommunalpolitiker.

## Leben
Winfried von Wedel-Parlow war ein Sohn des Landgerichtsdirektors Willibald von Wedel-Parlow (* 1875 Schönaich bei Sorau; † 1945 Berlin) und der Lilly Hübner (1875–1949). Der Reichstagsabgeordnete Karl von Wedel-Parlow (1873–1936) war sein Onkel, der Journalist Emil von Wedel-Parlow (1833–1896) sein Großvater und der Angermünder Landrat Albert Otto von Wedel-Parlow (1793–1866) sein Urgroßvater.
Nach dem Abitur an der Lilienthal-Oberschule in Berlin-Lichterfelde, dem Reichsarbeitsdienst und einer kurzen kaufmännischen Tätigkeit nahm er zwischen 1940 und 1945 am Zweiten Weltkrieg teil. Zwischen 1942 und 1945 gehörte er zum deutschen Verbindungskommando beim königlich rumänischen II. Armeekorps und führte dort im November 1942 als Obergefreiter 500 Mann zurück auf eine neue Hauptkampflinie, wofür er mit dem rumänischen Tapferkeitsorden „Virtute militara“ ausgezeichnet wurde.
Seit 1946 war er Abteilungsleiter für Jugendfragen im Landesverband der Liberal-Demokratischen Partei Deutschlands und zwischen 1946 und 1948 für die LDP Mitglied der Stadtverordnetenversammlung von Groß-Berlin. Als einer von zwei Vertretern der LDP-Fraktion unterstützte er den Antrag auf Lizenzierung der von Rainer Hildebrandt initiierten Kampfgruppe gegen Unmenschlichkeit. Seit seinem Parteiaustritt 1949 war er Bibliothekar, Internats- und Hauslehrer, u. a. in Honneroth, Dierdorf, Rüdenhausen und Tambach. Er ist Autor zahlreicher unveröffentlichter Gedichte.
In kinderloser Ehe war er seit 1957 verheiratet mit Margarethe von Wedel-Parlow, geb. Thalmann (1918–1991). Seine Ehefrau betrieb seit 1964 in Wiefelstede die „Alte Apotheke“. Das Ehepaar vererbte sein gemeinsames Haus in Wiefelstede der Gemeinde unter der Bedingung, dass dort ein Heimatmuseum eingerichtet würde. Eröffnet wurde das Heimatmuseum Wiefelstede im Jahre 1994.

## Werk
- Wandlung zum Stern. Willy H. Klemz, Berlin 1948.